# Ballets Russes
Ballets Russes je baletna kompanija koju je 1909. osnovao Sergej Djagilev. U početku je svoje predstave izvodila u pariškim Théâtre Mogador iThéâtre du Châtelet, a kasnije u Monte Carlu. Ballets Russes je ogranak Carskoga baleta iz Sankt Peterburga, iz kojeg dolaze svi plesači, i odakle su trenirani pod utjecajem slavnog koreografa Mariusa Petipe. Stvorio je senzaciju u Zapadnoj Europi zbog velike razlike između ruskog baleta i onoga što je bilo popularno u Francuskoj u to doba. Postala je najutjecajnija baletna kompanija u XX. stoljeću, a taj utjecaj, u jednom ili drugom obliku, traje i danas.

## Baletna kompanija i njezini skladatelji
Među plesačima i koreografima koji su radili za Ballets Russes bili su George Balanchine, Mathilde Kschessinska, Michel Fokine, Vera Karalli, Tamara Karsavina, Serge Lifar, Alicia Markova, Léonide Massine, Vaclav Nižinski, Ana Pavlova, Ida Rubinstein i Lidia Lopokova. 
Među dizajnerima koji su radili za Ballets Russes bili su Léon Bakst, Alexander Benois, Georges Braque, Natalia Gončarova, Pablo Picasso, Salvador Dalí, Ivan Bilibin, Pavel Čeličev, i Maurice Utrillo. 
Među skladateljima koji su radili za Ballets Russes bili su Claude Debussy, Darius Milhaud, Francis Poulenc, Sergej Prokofjev, Maurice Ravel, Erik Satie, Ottorino Respighi, Richard Strauss i Igor Stravinski, kojega je Djagilev uočio još dok je bio potpuno nepoznat kao skladatelj te mu angažmanom pospješio umjetničku karijeru.

## Važnije produkcije
| Godina | Naslov                    | Skladatelj                           | Koreograf                      | Dizajn                                                |
| 1909.  | Le Pavillon d'Armide      | Nikolaj Čerepnjin                    | Michel Fokine                  | Alexandre Benois                                      |
| 1909.  | Knez Igor                 | Aleksandar Borodin                   | Michel Fokine                  | Nicholas Roerich                                      |
| 1909.  | Kleopatra                 | Anton Arenskij                       | Michel Fokine                  | Léon Bakst                                            |
| 1910.  | Žar-ptica                 | Igor Stravinski                      | Michel Fokine                  | Alexandre Golovine, Léon Bakst                        |
| 1910.  | Šeherezada                | Nikolaj Rimski-Korsakov              | Michel Fokine                  | Léon Bakst                                            |
| 1910.  | Karneval                  | Robert Schumann                      | Michel Fokine                  | Léon Bakst                                            |
| 1911.  | Petruška                  | Igor Stravinski                      | Michel Fokine                  | Alexandre Benois                                      |
| 1911.  | Le Spectre de la Rose     | Carl Maria von Weber                 | Michel Fokine                  | Léon Bakst                                            |
| 1912.  | Faunovo poslijepodne      | Claude Debussy                       | Michel Fokine, Vaclav Nižinski | Léon Bakst, Odilon Redon                              |
| 1912.  | Daphnis i Chloé           | Maurice Ravel                        | Michel Fokine                  | Léon Bakst                                            |
| 1912.  | Le Dieu Bleu              | Reynaldo Hahn                        | Michel Fokine                  | Léon Bakst                                            |
| 1912.  | Thamar                    | Milij Balakirev                      | Michel Fokine                  | Léon Bakst                                            |
| 1913.  | Jeux                      | Claude Debussy                       | Vaclav Nižinski                | Léon Bakst                                            |
| 1913.  | Posvećenje proljeća       | Igor Stravinski                      | Vaclav Nižinski                | Nicholas Roerich                                      |
| 1913.  | Salomina tragedija        | Florent Schmitt                      | Boris Romanov                  | Sergey Sudejkin                                       |
| 1914.  | Legenda o Josipu          | Richard Strauss                      | Michel Fokine                  | Léon Bakst                                            |
| 1914.  | Zlatni pijetao            | Rimsky-Korsakov                      | Michel Fokine                  | Natalia Goncharova                                    |
| 1915.  | Soleil de Nuit            | Nikolaj Rimski-Korsakov              | Léonide Massine                | Mihail Larionov                                       |
| 1917.  | Parada                    | Erik Satie                           | Léonide Massine                | Pablo Picasso                                         |
| 1919.  | Fantastični butik         | Gioachino Rossini, Ottorino Respighi | Léonide Massine                | André Derain                                          |
| 1919.  | El Sombrero de Tres Picos | Manuel de Falla                      | Léonide Massine                | Pablo Picasso                                         |
| 1920.  | Le chant du rossignol     | Igor Stravinski                      | Léonide Massine                | Henri Matisse                                         |
| 1920.  | Pulcinella                | Igor Stravinski                      | Léonide Massine                | Pablo Picasso                                         |
| 1921.  | Chout                     | Sergej Prokofjev                     | Mihail Larionov                | Mihail Larionov                                       |
| 1921.  | Uspavana princeza         | Petar Iljič Čajkovski                | Marius Petipa                  | Léon Bakst                                            |
| 1922.  | Renard                    | Igor Stravinski                      | Bronislava Nižinska            | Mihail Larionov                                       |
| 1923.  | Vjenčanje                 | Igor Stravinski                      | Bronislava Nižinska            | Natalia Gončarova                                     |
| 1924.  | Les Biches                | Francis Poulenc                      | Bronislava Nižinska            | Marie Laurencin                                       |
| 1924.  | Les Fâcheux               | Georges Auric                        | Bronislava Nižinska            | Georges Braque                                        |
| 1924.  | Plavi vlak                | Darius Milhaud                       | Bronislava Nižinska            | Laurens (scena), Coco Chanel (kostimi), Pablo Picasso |
| 1925.  | Les matelots              | Georges Auric                        | Léonide Massine                | Pruna                                                 |
| 1926.  | Jack u kutiji             | Erik Satie                           | George Balanchine              | André Derain                                          |
| 1927.  | La chatte                 | Henri Sauguet                        | George Balanchine              | Antoine Pevsner                                       |
| 1927.  | Mercure                   | Erik Satie                           | Léonide Massine                | Pablo Picasso                                         |
| 1927.  | Pas d'acier               | Sergej Prokofjev                     | Léonide Massine                | George Jaculov                                        |
| 1928.  | Apollon Musagète          | Igor Stravinski                      | George Balanchine              | Bauschant (scena), Coco Chanel (kostimi)              |
| 1929.  | Le fils prodigue          | Sergej Prokofjev                     | George Balanchine              | Georges Rouault                                       |

## Kraj Djagilevljeve ere
Nakon Djagilevljeve smrti 1929., prava na kompaniju uzeli su kreditori, a plesači su se razišli. U sljedećim godinama kompanija je oživljena (samo imenom) kao Ballet Russe de Monte Carlo.

## Ballets Russesu Australiji
Ogranci Ballets Russesa izvodili su i u Australiji izmešu 1938. i 1946. Max Dupain, australski fotograf, slikao je važnije plesače za vrijeme izvedbi.

## Vanjske poveznice
- Ballets Russes Australian tours (1936 – 1940) / AustraliaDancing
- The Ballets Russes in Australasia, 1936–1940 / National Library of Australia performing arts collection
- Ballets Russes project / National Library of Australia
- The Ballets Russes in Australasia, 1936–1940 – a list of holdings from the National Library of Australia (including links to digitised collection items)
- Max Dupain's Dancers 1938–1946 Collection, National Library of Australia